# Исламские термины
Эта статья содержит список терминов, связанных с исламом и специфичных слов, применяемых в исламской литературе и в повседневной жизни мусульман. Для удобства каждый термин имеет ссылку на соответствующую статью в Википедии.
Большая часть терминов не имеет русскоязычных аналогов и публикуются на основе арабского, тюркского или персидского варианта в том виде и с тем смыслом, в котором они употребляются чаще всего среди русскоязычных мусульман.

## А
- Авлия́ (араб. أولياء) —  праведники, приближенные к Аллаху, усердствующие в молитвах, поминании Аллаха и других видах поклонения. У суфиев — «святые», которые могут обладать сверхъестественными способностями (караматами).
- ‘Аврат (араб. عورة — слабое незащищенное место, половые органы) —  часть тела, которую мусульмане обязаны прикрывать перед другими людьми. Для женщин авратом считается всё тело, кроме овала лица и кистей рук, для мужчин — от пупка до колен включительно.
- ‘Аза́б аль-кабр (араб. عذاب القبر) —  испытание и наказание, которым подвергается человек после смерти до наступления Судного дня.
- Аза́н (араб. أذان — объявление, приглашение) —  призыв к обязательной молитве.
- ‘Аки́да (араб. عقيدة — вера, догма) —  комплекс вероубеждений мусульман раскрывающий суть Имана.
- ‘Аки́ка (араб. عقيقة — перерезание) —  жертвоприношение одного или двух баранов, совершаемое при рождении ребёнка.
- Алла́х (араб. الله — Бог) —  единый и единственный достойный поклонения Бог, творец мира и господин Судного дня, пославший к людям своего посланника (расуль) Мухаммада.
- Аль-Акса (араб. المسجد الاقصى — самое дальнее место поклонения) —  мечеть на Храмовой горе в Иерусалиме, третья святыня ислама.
- Аль-вала валь-бара (араб. الولاء والبراء — дружба и непричастность) —  доктрина, подразумевающая необходимость дружбы с единоверцами (мусульманами) и непричастность к неверующим.
- Анса́р (араб. أنصار — помощники [пророка]) —  коренные жители Медины, которые обратились в ислам и стали сподвижниками пророка Мухаммеда. Вместе с мухаджирами составляли мусульманскую общину Медины.
- Ахират (араб. الآخره — конец, последний) —  вечная, загробная жизнь состоящая из жизни в раю либо в аду.
- Ахль аль-Байт (араб. أهل البيت — люди дома) —  члены семьи и жёны пророка Мухаммеда, а также самоназвание шиитов.
- Ахлю сунна валь джама́‘ат (араб. أهل السنة والجماعة — люди Сунны и общины) —  самоназвание суннитов.
- Аят (араб. آية — знамение) —  мельчайшая структурная единица Корана, иногда понимаемая как «стих».
- Аят-Аллах (араб. آية الله — знамение Аллаха) —  шиитский религиозный титул, дающий право выносить самостоятельные решения по правовым вопросам.

## Б
- Баракат (араб. بركة — благословение) —  божественное благословение, благодеяние, достаток.
- Барзах (араб. برزخ — преграда) —  место пребывания человеческой души в период между физической смертью и днём воскрешения из мёртвых.
- БисмиЛлах (араб. بسملة) —  фраза означающая «С именем Аллаха», с которой начинаются все суры Корана, кроме девятой.
- Бид‘а (араб. بدعة — новшество) —  нововведения, которые были введены в исламскую религию после периода жизни пророка Мухаммада и его сподвижников.
- Бура́к (араб. البراق — сияющий, молниеносный) —  животное из потустороннего мира, на котором пророк Мухаммед совершил ночное путешествие (исра) из Мекки в Иерусалим.

## В
- Вахй (араб. وحي — откровение) —  божественное откровение, скрытый и быстрый способ передачи сообщений пророкам напрямую, или через ангелов.
- Вуду́ (араб. وضوء — омовение) —  ритуальное омовение, являющееся обязательным условием для совершения намаза, тавафа, прикосновения к Корану, включающее в себя омовение лица, рук, головы и ног.

## Г
- Газават (араб. غزو — вторжение) —  войны, в которых лично участвовал пророк Мухаммед. Иногда выступает синонимом джихада.
- Гурии (Хурийя) (араб. حورية — черноокие) —  райские девы, которые будут супругами праведников в раю.
- Гусль (араб. غسل — купание) —  акт полного очищения тела путём ритуального купания.

## Д
- Да‘ват (араб. دعوة — призыв) —  призыв, приглашение в ислам, прозелитизм.
- Джамара́т (араб. رمي الجمرات — бросание камней) —  обряд бросания камней в столбы символизирующие шайтана.
- Джана́ба (араб. جنابة — осквернение) —  состояние полового осквернения, которое наступает после половой близости или поллюции во сне.
- Джаннат (араб. جنّة — сад) —  рай, райские сады, в которых будут пребывать праведники и верующие.
- Джаханнам (араб. جهنم — Геенна) —  ад, вечное местопребывание грешников и неверующих после смерти.
- Джа́хилия (араб. جاهلية — невежество) —  доисламские времена, времена язычества.
- Джибриль (араб. جبريل — могущество Бога) —  ангел, отвечающий за сообщение откровения Аллаха пророкам. Соответствует библейскому Архангелу Гавриилу.
- Джизья (араб. جزْية — дань) —  подушный налог, взимаемый со взрослых мужчин немусульман, живущих на территории мусульманского государства в обмен на освобождение от службы в армии.
- Джинн (араб. جنّ — джинн) —  творения, созданные из огня и обладающие свободной волей. Джинны могут быть как мусульманами, так и неверующими (шайтаны, бесы).
- Джиха́д (араб. الجهاد — усердие, усилие) —  усердие в благих делах, приложение усилий в благих делах, борьба за веру.
- Джуз (араб. جزء — часть) —  одна из 30-ти, приблизительно равных частей Корана.
- Джум‘а-мечеть (араб. مسجد الجمعة — пятничная мечеть) —  мечеть для совершения пятничной молитвы.

## З
- Закя́т (араб. زكاة — то, что очищает) —  обязательная милостыня, налог, взимаемый раз в году с мусульман, владеющих определённым имуществом. Один из пяти столпов ислама.
- Зикр (араб. ذكر — поминание) —  духовная практика, заключающаяся в многократном произнесении молитвенных формул, содержащей имя Аллаха.
- Зия́рат (араб. زِيارة — визит, паломничество) —  посещение могилы особо почитаемого мусульманского деятеля.

## И
- ‘Иба́дат (араб. عبادة — служение) —  поклонение, под которым понимаются все явные и скрытые слова и деяния, которые угодны всевышнему Аллаху. К поклонению относятся намаз, пост, жертвоприношение, мольба, обет и т. п. В более широком смысле поклонением считается любое благодеяние, которое совершается ради Аллаха.
- Ибли́с (араб. إبليس — дьявол) —  имя джинна, который благодаря своему усердию достиг того, что был приближен Богом, и пребывал среди ангелов, но из-за своей гордости был низвергнут с небес.
- ‘Идда (араб. عدة — несколько) —  период (4 месяца и 10 дней) выжидания после развода или кончины мужа, в течение которого женщина не имеет права выйти замуж за другого мужчину.
- Иджма́‘ (араб. إجماع — согласие) —  единогласное мнение большинства исламских учёных-правоведов.
- Иджтиха́д (араб. اجتهاد — усилие над собой) —  достижение высшей ступени знаний и получение права самостоятельно решать некоторые вопросы теологическо-правового характера.
- Ика́мат (араб. إقامة) —  призыв на молитву, читаемый после азана и непосредственно перед молитвой.
- Има́м (араб. إمام — предводитель) —  руководитель коллективной молитвы; Почётный титул крупнейших религиозных авторитетов, основателей мазхабов и т. д.; Глава мусульманской общины.
- И́ма́н (араб. إيمان — вера) —  убеждение включающее в себя веру в Аллаха, Ангелов, Священные Писания, пророков, в Судный день и Предопределение.
- Инса́н ка́миль (араб. إنسان كامل — совершенный человек) —  в суфизме идеал совершенного человека, победившего в себе нафс и достигшего состояния хакика.
- ‘Ирфа́н (араб. عرفان) —  особый вид сакрального знания о том, каким должен быть истинный мусульманин-монотеист, и о том, как достичь близости к Аллаху.
- Исна́д (араб. إسناد — опора) —  цепочка рассказчиков передающих хадис от пророка Мухаммеда.
- Исра́ф (араб. إسراف — расточительство) —  отрицательное нравственно-этическое качество личности, проявляющееся как безрассудная трата чего бы то ни было: времени, денег, слов, подарков, душевных и физических сил и т. д.
- Истинджа́ (араб. استنجاء — подмывание) —  правила поведения в туалете (а также в ситуации, сопровождающей мочеиспускание и испражнение), предписанные мусульманину шариатом.
- Истихса́н (араб. استحسان) —  вынесение религиозного постановления, опираясь на внутренний голос. Подобную практику допускали Абу Ханифа и его последователи, хотя абсолютное большинство мусульманских богословов отвергали её.
- ‘Итика́ф (араб. عتكاف) —  уединение в мечети ради поклонения Всевышнему Аллаху, в течение которого мусульманин не имеет права без уважительной причины покидать мечеть и совершать половое сношение с женой.
- Ифта́р (араб. إفطار — разговение) —  прием пищи после захода солнца во время поста.
- Ихра́м (араб. إحرام — посвящение) —  особое состояние духовной чистоты паломника, совершающего хадж. Для пребывания в нём требуется совершить полное омовение тела, облачиться в особые одеяния и соблюдаются правила ихрам.
- Ихса́н (араб. احسان) —  высокая степень веры, позволяющая человеку совершать дела искренне ради Аллаха так, как будто он видит Его. Ибо даже если он не видит Его, он знает, что Аллах видит его.

## К
- Ка‘ба (араб. الكعبة — куб) —  мусульманская святыня в виде кубической постройки во внутреннем дворе Заповедной Мечети в Мекке. В сторону Каабы мусульмане обращают своё лицо во время молитвы, а во время хаджа вокруг Каабы совершается обряд таваф.
- Када (араб. قَضَى — предписание) —  решение кади (судьи; см. Кадар и када); также выполнение обязательного предписания с опозданием.
- Каля́м (араб. كلام — слово, речь) —  философско-теологическая дисциплина.
- Каусар (араб. الكوثر — изобилие) —  одна из райских рек, дарованных пророку Мухаммеду.
- Ка́фир (араб. كافر — отрицающий) —  человек, неверующий в существование Единого Бога (Аллаха) и отрицающий посланническую миссию Мухаммеда.
- Каффа́ра (араб. كَفَّارَة — искупление) —  искупление за совершение греха.
- Кибла (араб. قبلة — направление) —  направление на Каабу в Мекке. Сторона, в которую мусульмане совершают свою молитву.
- Кура́н (араб. القرآن — чтение) —  свод откровений, произнесённых пророком Мухаммедом от имени Аллаха.
- Курбан-байрам (тур. Kurban Bayramı) — праздник жертвоприношения и окончания хаджа, отмечаемый в 10 день месяца Зуль-хиджа в память жертвоприношения пророка Авраама.
- Кутуб ас-ситта (араб. الكتب الستة — шесть книг) —  шесть авторитетных суннитских сборников хадисов, составленных аль-Бухари, Муслимом, Абу Давудом, ан-Насаи, ат-Тирмизи и имамом Ибн Маджа.

## Л
- Лайлат аль-Кадр (араб. ليلة القدر — ночь предопределения) —  одна из ночей месяца Рамадан.
- аль-Ляух аль-Махфу́з (араб. اللوح المحفوظ — Хранимая Скрижаль) —  скрижаль, на которой записаны все прошедшие и будущие события в мире.

## М
- Му‘аввизата́н (араб. المعوذتان — два заклинания) —  две последние суры Корана.
- Мазхаб (араб. مذهب — доктрина, школа) —  религиозно-правовые школы в области мусульманского права.
- Макру́х (араб. مكروه — нежелательный) — действия, которые шариат признает нежелательным или порицаемым.
- Мала́ика (араб. ملائكة — посланник, вестник) —  ангел, разумное существо, обычно невидимое человеком, беспрекословно выполняющее все приказы Аллаха.
- Масх (араб. المَسْحُ — протирание) —  стирка и чистка одежды и обуви, протирание кожаных носков.
- Матн (араб. متن — доска) —  слова и действия пророка Мухаммеда, описанные в хадисе.
- Махди (араб. مهدي — ведомый) —  провозвестник близкого конца света, последний преемник пророка Мухаммада, своего рода мессия.
- Махрам (араб. محرم — запрещённый) —  близкий родственник, за которого женщина не имеет права выходить замуж по причине их родства, но имеет право оставаться с ним наедине и отправляться в путешествие.
- Муба́х (араб. مباح — допустимый) — в шариате, часть дозволенных действий, совершение которых не предписывается, но и не запрещается.
- Мукатта‘а (араб. مقطعة — разрозненные [буквы]) —  комбинации букв, с которых начинаются 29 сур Корана.
- Муджа́хид (араб. مجاهد — борец, совершающий усилие) —  участник джихада, а также любой мусульманин, чья борьба укладывается в причинные рамки одного из определений джихада.
- Му‘джизат (араб. معجزة — недосягаемый) —  чудо, выходящее за пределы человеческих возможностей и служащее доказательством истинности пророческой миссии.
- Исра́ ва-ми‘ра́дж (араб. الإسراء والمعراج — путешествие ночью и вознесение) —  событие произошедшее с пророком Мухаммедом, во время которого он был перенесён из Мекки в Иерусалим, а затем вознесён на небеса.
- Муджаддид (араб. مجدد — обновитель) —  обновитель веры. Согласно хадису пророка Мухаммеда каждые сто лет среди мусульман будут появляться люди, которые будут обновлять ислам.
- Муджтахид (араб. مجتهد — усердствующий) —  учёный, достигший уровня иджтихада.
- Мумин (араб. مؤمن — верующий) —  человек, усердно выполняющий свои религиозные обязанности, старающийся не совершать грехов, и, вершащий праведные поступки.
- Муна́фик (араб. منافق — лицемер) —  люди, языком говорящие что уверовали, в то время как в сердце у них остается неверие.
- Мустахабб (араб. مستحبّ — рекомендуемый) —  желательные действия, за которые человек получает вознограждение(саваб).
- Мусхаф (араб. مصحف) —  сборник написанных и собранных в одном месте листов в виде книги, будь то Коран или другая книга.
- Мута‘а (араб. نكاح المتعة — брак для удовольствия) —  временный брак, который был распространён среди арабов до появления ислама и разрешен в первые годы ислама, но впоследствии запрещен. На сегодняшний день разрешён у шиитов.
- Муташа́биха́т (араб. متشابهات) —  неясные, трудно понимаемые аяты Корана, которые притягивают особое внимание комментаторов.
- Мухаммед (араб. محمد) —  арабский проповедник единобожия и исламский пророк.
- Мухкам (араб. محكم) —  коранические аяты, содержащие ясные и неаннулированные религиозные предписания.
- Муфассир (араб. مُفسر — толкователь) —  толкователь (комментатор) Корана, автор тафсира.
- Муфтий (араб. مفتى — высказывающий мнение) —  учёный-знаток шариата, дающий разъяснение его основных положений и принимающий решения по спорным вопросам в форме особого заключения, основываясь на принципах шариата и прецедентах.
- Мухаддис (араб. محدث) —  учёный, глубоко изучивший науку о хадисах.
- Муха́джиру́н (араб. المهاجرون — переселенцы) —  переселенцы из Мекки в Медину под предводительством пророка Мухаммеда. Переселенцы, беженцы в странах ислама, люди совершающие хиджру.

## Н
- Наджа́са (араб. نجاسة — нечистота) —  нечистоты, к которым относятся моча, кал, рвота, мертвечина, свинина и т. д.
- Нама́з (перс. نماز‎), Саля́т (араб. صلاة‎) — ритуальная молитва.
- Нафиль (араб. نافلة) —  необязательные обряды для поклонения Аллаху, которые желательно совершать, даже если имеются несовершенные обязательные намазы.
- Нафс (араб. نفس — душа) —  животные страсти, сущность человека, его «Я».
- Ниса́б (араб. نِصاب — кворум) —  сумма, при наличии которой человек обязан выплачивать закят.
- Ният (араб. نية — намерение) —  осознанное совершение какого-либо действия или отказ от его совершения с чётким осознанием цели и смысла действия либо воздержания от него.

## Р
- Расу́ль (араб. رسول — посланник) —  исламский пророк, которому было дано новое Писание и принесший новый закон.
- Рива́ят (араб. رواية — версия) —  одна из версий хадиса идущая от разных передатчиков.

## С
- Са‘й (араб. سعى — бег) —  семикратное прохождение определённым образом расстояния между холмами Сафа и Марва.
- Салават (араб. صلوة — благословение) —  фраза Салла-ллаху аляйхи ва салам, которую мусульмане произносят после упоминания имени пророка Мухаммада.
- Саляф (араб. سلف — предшественник) —  праведные предшественники, жившие в первые 300 лет после Хиджры. Поколения жившие с третьего века по наши дни называются халяфами.
- Саха́ба (араб. صحابة — друг) —  сподвижники пророка Мухаммеда, видевшие его.
- Сива́к (араб. سواك) —  щетка для чистки зубов, сделанная из веток и корней дерева арак (Salvadora persica), при разжёвывании которых волокна разделяются и превращаются в кисточку.
- Сунна (араб. سنة — путь, дорога) —  священное предание, содержащее хадисы пророка Мухаммеда. Желательное действие.
- Суху́р (араб. سحور — завтрак) —  предрассветный приём пищи во время поста.
- Сира́т (араб. الصراط — путь, мост) —  очень тонкий мост, который расположен над огненной преисподней.
- Сихр (араб. سحر — колодовство) —  колдовство и магия, один из больших грехов.
- Су́ра (араб. سورة — глава, стих) —  одна из 114 глав Корана.

## Т
- Та́би‘ун (араб. تابعین — последователь) —  мусульманин, живший во времена пророка Мухаммеда, но не видевший его лично, либо тот, кто видел и общался со сподвижниками пророка Мухаммеда.
- Та́би‘ ат-та́би‘ин (араб. تابع التابعين — после табиинов) —  ученики табиинов, которые никогда не видели сподвижников пророка Мухаммеда.
- Тавассуль (араб. توسُّل — искать близости, добиваться расположения) —  способ приблизиться к Аллаху посредством другого человека, Прекрасными именами Аллаха или хорошими поступками.
- Тава́ф (араб. طواف — обход вокруг) —  ритуальный обход против часовой стрелки вокруг Каабы и Хиджр Исмаила во время хаджа.
- Таджси́м (араб. تجسيم) —  придание Аллаху тела, антропоморфизм.
- Такби́р (араб. تكبير — возвеличивание) —  слова поминания Аллаха, означающие «Аллах величайший».
- Тальбия (араб. تلبية) —  молитва повторяемая многократно паломниками во время всего хаджа, пока паломник находится в состоянии ихрама.
- Такли́д (араб. تقليد — подражание, имитация) —  следование делу авторитета.
- Такфи́р (араб. تكفير) —  обвинение в неверии (куфре).
- Танзи́х (араб. تنزيه — очищение, отрешение от всего дурного и недостойного) —  отрицание применимости к Аллаху каких бы то ни было характеристик (аусаф) и определений (худуд) ввиду отсутствия среди творений Аллаха чего-либо, что было бы подобно ему.
- Тасби́х (араб. تسبيح) —  слова поминания Аллаха, означающие «Свят Аллах».
- Тафси́р (араб. تفسير — разъяснение) —  наука толкования и комментирования аятов Корана
- Таха́рат (араб. طهارة — очищение, омовение) —  ритуальное очищение, включающее в себя малое омовение (вуду) и ритуальное купание (гусль)
- Таяммум (араб. تيمم) —  очищение песком или специальным камнем, совершаемое в особых случаях вместо омовения водой.

## У
- ‘Укуба (араб. عقوبة — штраф) —  один из четырёх основных разделов исламского права (фикха), в котором рассматриваются проблемы наказания за нарушения шариата.
- Ураза (тат. Ураза — пост) — пост, предписанный в месяце Рамадан.
- Ураза-байрам (тат. Ураза бәйрәме) — праздник разговения, отмечаемый в честь окончания поста в месяц Рамадан.
- Усуль ад-дин (араб. أصول الدين —  корни веры) —  совокупность пяти основных положений исламского вероучения.

## Ф
- Факих (араб. فقيه — юрист) —  учёный в области мусульманского права.
- Фетва (араб. فتوى — заключение) —  решение муфтия о соответствии того или иного действия, явления Корану и Шариату.
- Фикх (араб. فقه — понимание, знание) —  исламское право, юриспруденция.
- Фитра (араб. فطرة — природа, инстинкт) —  первозданное естество человека; идея человека; человек в его наилучших возможностях.

## Х
- Хади́с (араб. حديث — сообщение) —  рассказ, содержащий слова пророка Мухаммеда или описывающий его жизнь и деяния, переданный через цепочку учёных-мухаддисов (иснад).
- Хаджж (араб. حجّ — паломничество) —  один из пяти столпов ислама, связанный с посещением Мекки (Масджид аль-Харам) и её окрестностей (гора Арафат, долины Муздалифа и Мина) в определённое время.
- Халя́ль (араб. حلال — дозволенный) —  дозволенные поступки в шариате.
- Хани́физм (араб. حنيفية) —  религия пророка Ибрахима, которую исповедовал пророк Мухаммед до начала пророческой миссии.
- Хара́м (араб. حرام — запрещенный) — в шариате — запретные действия.
- Ха́физ (араб. حافظ — хранитель) —  знающий наизусть весь Коран. Учёный-мухаддис, знающий наизусть более 100 000 хадисов.
- Хиджра (араб. هجرة — переселение) —  вынужденное переселение мусульман из Мекки в Медину в 622 г. Это явилось новой вехой в истории ислама, поэтому мусульманское летосчисление начинается со дня переселения пророка Мухаммеда (15—16 июля 622 года).
- Хизб (араб. حزب — сторона, партия) —  одна из 60-ти частей Корана, половина джуза.
- Хумс (араб. خمس — пятая часть) —  обязательный налог у шиитов, составляющий одну пятую от годового дохода.

## Ш
- Шайта́н (араб. شيطان) —  злой дух.
- Шари́‘ат (араб. شريعة — источник) —  совокупность правовых, морально-этических и религиозных норм ислама, охватывающая значительную часть жизни мусульманина и провозглашаемая в исламе как «вечное и неизменное» Божественное установление; одна из конфессиональных форм религиозного права.
- Шафа́‘ат (араб. شفاعة — заступничество) —  заступничество, которое будет разрешено Аллахом сделать в день Страшного суда пророкам во главе с Мухаммадом за всех грешников-мусульман для того, чтобы они были избавлены от адских мук и вошли в рай.
- Шаха́да (араб. الشهادة — свидетельство) —  свидетельство Единобожия и посланнической миссии пророка Мухаммеда.
- Шахи́д (араб. شَهيد — свидетель) —  мусульманин, павший за веру, мученик.
- Ширк (араб. شرك — язычество, политеизм) —  придание Аллаху товарищей (равных) или поклонение чему-либо помимо Аллаха.

## Краткий словарь арабских слов и выражений
| Термин    | араб. ‎   | Значение       |
| Вера      | Вера     | Вера           |
| --------- | -------- | -------------- |
| Дин       | دين      | религия        |
| Таухид    | توحيد    | единобожие     |
| Куфр      | كفر      | неверие        |
| Нифак     | نفاق     | лицемерие      |
| Ният      | نیّة      | намерение      |
| Адль      | عدل      | справедливость |
| Таваккуль | توکُّل     | упование       |
| Тагут     | طاغوت    | идол, тиран    |
| Таква     | تَقْوَ      | страх          |
| Такия     | تقيّة     | благочестие    |
| Тауба     | تَوْبَة     | покаяние       |
| Сабр      | صْبِرْ      | терпение       |
| Саваб     | ثواب     | вознаграждение |
| Сакина    | سكينة    | спокойствие    |
| Фитна     | فتنة     | смута          |
| Писания   |          |                |
| Таурат    | توراة    | Тора           |
| Инджиль   | الإنجيل  | Евангелие      |
| Забур     | زبور     | Псалтырь       |
| Сухуф     | الصحف    | свитки         |
| Экономика |          |                |
| Садака    | صدقة     | милостыня      |
| Мурабаха  | مرابحة   | перепродажа    |
| Мушарака  | مشاركة   | сотрудничество |
| Мудараба  | المضاربة | спекуляция     |
| Такафул   | التكافل  | ручательство   |
| Ризк      | رزق      | продовольствие |
| Риба      | ربا      | ростовщичество |
| Аманат    | أمانة    | вверенное      |
| Суфизм    |          |                |
| Байа      | بيعة     | присяга        |
| Ваджд     | وجود     | бытие          |
| Гайб      | غيب      | сокровенное    |
| Карамат   | کرامت    | чудотворение   |
| Макам     | مقام     | стоянка        |
| Мюрид     | مُرِيد     | ученик         |
| Силсила   | سلسلة    | ряд, цепь      |
| Табарук   |          | благодать      |
| Тарикат   | طريقة    | путь           |
| Тасаввуф  | التصوّف   | суфизм         |
| Фана      | فناء     | небытие        |
| Хакикат   | حقيقة    | истина         |
|           |          | .              |
|           |          | .              |
|           |          | .              |
|           |          | .              |

| Термин          | араб. ‎      | Значение         |
| Общество        | Общество    | Общество         |
| --------------- | ----------- | ---------------- |
| Умма            | أُمَّة         | сообщество       |
| Джамаат         | جامعة       | община           |
| Шура            | شورى        | совет            |
| Маджлис         | مجلس        | собрание         |
| Адаб            | أدب         | этикет           |
| Территория      |             |                  |
| Дар аль-ислам   | دار الإسلام | земля ислама     |
| Дар аль-куфр    | دار الكفر   | земля неверия    |
| Дар аль-харб    | دار الحرب   | земля войны      |
| Шам             | الشَّام       | Левант           |
| Категории людей |             |                  |
| Расуль          | رسول        | посланник        |
| Наби            | نبي         | пророк           |
| Мумин           | مؤمن        | верующий         |
| Муслим          | مسلم        | мусульманин      |
| Улем            | عالم        | ученый, знающий  |
| Кади            | قاضي        | судья            |
| Хатиб           | خطيب        | проповедник      |
| Фасик           | فاسق        | нечестивец       |
| Джахиль         | جهل         | невежда          |
| Ахль аль-китаб  | اهل الكتاب  | люди Писания     |
| Зиндик          | زِنْدِيقٌ       | еретик           |
| Муртад          | مرتد        | отступник        |
| Мушаббихит      |             | антропоморфист   |
| Мунафик         | منافق       | лицемер          |
| Масих           | مسيح        | мессия           |
| Даджаль         | الدجال      | Антихрист        |
| Мушрик          | مشرك        | многобожник      |
| Абд             | عبد         | слуга, раб       |
| Грехи           |             |                  |
| Гыйба           | غيبة        | обсуждение       |
| Бухтан          | بهتان       | наговор          |
| Казф            | قذف         | поношение        |
| Рия             | الرِّيَاء      | показуха         |
| Зина            | الزنا       | прелюбодеяние    |
| Семья           |             |                  |
| Никах           | نكاح        | брак             |
| Таляк           | الطلاق      | развод           |
| Махр            | الْمَهْرُ       | приданое         |
| Гарем           | الْحَرِيم      | отделённое       |
| Обряды          |             |                  |
| Джаназа         | جنازة       | похороны         |
| Курбан          | قربان       | жертвоприношение |
| Мавлид          | مَوْلِدُ        | рождение         |
| Хитан           | ختان        | обрезание        |
| Ашура           | عاشوراء     | Ашура            |

| Термин               | араб.  | Значение         |
| Право                | Право  | Право            |
| -------------------- | ------ | ---------------- |
| Адат                 | عادات  | обычаи, традиции |
| Далиль               | دَلِيل   | доказательство   |
| Манхадж              | منهج   | метод            |
| Кияс                 | القياس | аналогия         |
| Хукм                 | حُكْم    | предписание      |
| Иджаза               | إِجازَة  | разрешение       |
| Правовые предписания |        |                  |
| Ваджиб               | واجب   | необходимое      |
| Мустахабб            | مستحب  | желательное      |
| Суннат               | سنة    | желательное      |
| Мандуб               | مَنْدُوب  | рекомендуемое    |
| Халяль               | حلال   | разрешённое      |
| Муштабих             | مُشْتَبِه  | сомнительное     |
| Харам                | حرام   | запрещённое      |
| Мубах                | مباح   | допустимое       |
| Макрух               | مكروه  | нежелательное    |
| Фард                 | فرض    | обязательное     |
| Наказание            |        |                  |
| Хадд                 | حد     | предел           |
| Тазир                | تعزير  | осуждение        |
| Дийя                 | دية    | компенсация      |
| Раджм                | رجم    | камень           |
| Кисас                | قِصَاص   | месть            |
| Када                 | قَضَاءُ   | возмещение       |
| Исламоведение        |        |                  |
| Тафсир               | تفسير  | толкование       |
| Таджвид              | تجويد  | интонация        |
| Тартиль              | ترتيل  | распев           |
| Хадисоведение        |        |                  |
| Хасан                | حسن    | хороший          |
| Шазз                 | شاذ    | аномальный       |
| Сахих                | صَحِيح   | достоверный      |
| Мутаватир            | متواتر | согласованный    |
| Мавду                | موضوع  | сфабрикованный   |
| Даиф                 | ضَعِيف   | слабый           |
| Одежда               |        |                  |
| Абайя                | أباءة  | платье           |
| Джильбаб             | جلباب  | халат            |
| Изар                 | الأزار | покрывало        |
| Химар                | خمار   | вуаль            |
| Чадра                | چادر   | палатка          |
| Никаб                | نقاب   | завеса           |
| Хиджаб               | حجاب   | покрывало        |
|                      |        | .                |
|                      |        | .                |
|                      |        | .                |

| Молитва              | Молитва       | Молитва                 |
| -------------------- | ------------- | ----------------------- |
| Азан                 | أَذَان          | призыв                  |
| Хутба                | خطبة          | проповедь               |
| Дуа                  | دعاء          | мольба                  |
| Васвас               | الوسوس        | шёпот                   |
| Ташаххуд             | تَّشَهُّد          | свидетельство           |
| Формы молитвы        |               |                         |
| Хауф                 | خوف           | страх                   |
| Каср-намаз           | قصر الصلاة    | сокращённый             |
| Джамаат намаз        | صلاة الجمعة   | коллективный            |
| Ежедневные молитвы   |               |                         |
| Фаджр                | الْفَجْر         | рассветная              |
| Зухр                 | الظُّهْر         | полуденная              |
| Аср                  | عصر           | предвечерняя            |
| Магриб               | المغرب        | вечерняя                |
| Иша                  | عشاء          | ночная                  |
| Обязательные молитвы |               |                         |
| Ид намаз             | صلاة العيد    | праздничный             |
| Джума-намаз          | صلاة الجمعة   | пятничный               |
| Витр                 | وتر           | нечётный                |
| Желательные молитвы  |               |                         |
| Духа                 | الضحى         | утро                    |
| Истиска              | اِسْتِسْقَاء       | дождь                   |
| Истихара             | اِسْتِخَارَة       | верное решение          |
| Ратибат              | صلاة التطوع   | желательный 2-ракаатный |
| Намаз-тасбих         | صلاة التسابيح | намаз раскаяния         |
| Тахаджуд             | تهجُّد          | намаз после сна         |
| Таравих              | تراويح        | перерыв, отдых          |
| Кусуф                | كسوف          | солн. затмение          |
| Хусуф                | خسوف          | лун. затмение           |
| Намаз-вуду           | صلاة الوضوء   | намаз омовения          |
| Хаджат               | حاجة          | намаз нужды             |
| Элементы намаза      |               |                         |
| Ракаат               | ركعة          | цикл                    |
| Киям                 |               | стояние                 |
| Руку                 | ركوع          | поясной поклон          |
| Киям                 | قيامة         | стояние                 |
| Суджуд               | سجود          | земной поклон           |
| Кугуд                |               | сидение                 |
| Элементы мечети      |               |                         |
| Минарет              | منارة         | маяк                    |
| Минбар               | منبر          | кафедра                 |
| Михраб               | محراب         | ниша                    |

| Выражение       | араб. ‎      | Перевод           |
| --------------- | ----------- | ----------------- |
| Алейхи ас-салам | عليه السلام | мир ему           |
| Аминь           | آمين        | да будет так      |
| Ахи             | أخي         | мой брат          |
| Бисми-Ллях      | بسم الله    | с именем Аллаха   |
| Валлах          | والله       | (Клянусь) Аллахом |
| Джаль Джалялах  | جل جلاله    | Всемогущий        |
| Ухти            | أختي        | моя сестра        |

| Выражение      | араб. ‎       | Перевод                 |
| -------------- | ------------ | ----------------------- |
| Азза ва-Джалль | عز وجل       | Всемогущий и Великий    |
| Аллаху Алим    | الله عالم    | Аллах Всезнающий        |
| Ид мубарак     | عيد مبارك    | благословенный праздник |
| Ин шаа-Ллах    | إن شاء الله  | как пожелает Аллах      |
| Рахимаху-Ллах  | رَحِمَهُ الله    | да помилует его Аллах   |
| Фи сабили-Ллях | في سبيل الله | на пути Аллаха          |
| Ярхамука-Ллах  | يرحمك الله   | да помилует тебя Аллах  |

| Выражение            | араб. ‎          | Перевод                         |
| -------------------- | --------------- | ------------------------------- |
| Баракаллаху фикум    | بارك الله فيكم  | да благословит вас Аллах        |
| Джазака-Ллаху хайран | جَزَاكَ اللهُ خَيْرا  | Да воздаст тебе Аллах благом    |
| Ма шаа-Ллах          | ما شاء الله     | как (хорошо, что) пожелал Аллах |
| Радиа-Ллаху анху     | رَضِيَ اللهُ عَنْهُ    | да будет доволен им Аллах       |
| Садака-Ллаху ль-Азим | صدق الله العظيم | Истину сказал Аллах             |
| Субханаху ва Тааля   | سبحانه و تعالى  | Свят Он и Велик                 |
| Ухиббука фи-Ллях     | أحبك في الله    | Я люблю тебя ради Аллаха        |